# Awliyar Khan
Awliyar Khan fou kan de Kassímov, nomenat pel gran príncep vers 1512 quan va morir Janai Khan. Era fill de Bakhtiar Sultan, germà d'Ahmad Khan (Horda d'Or) que havia buscar refugi a Rússia. Va rebre Suroshik en feu el 1508 i va participar en la guerra contra Lituània.
Apareix esmentat ja el 1512 quan Awliyar va marxar en ajut del gran príncep en el seu atac a Smolensk. Es va casar amb Shah Sultana, filla del príncep Nogai Ibrahim. Hauria mort vers 1516 i el va succeir el seu fill Shah Ali.